# Carl Milles

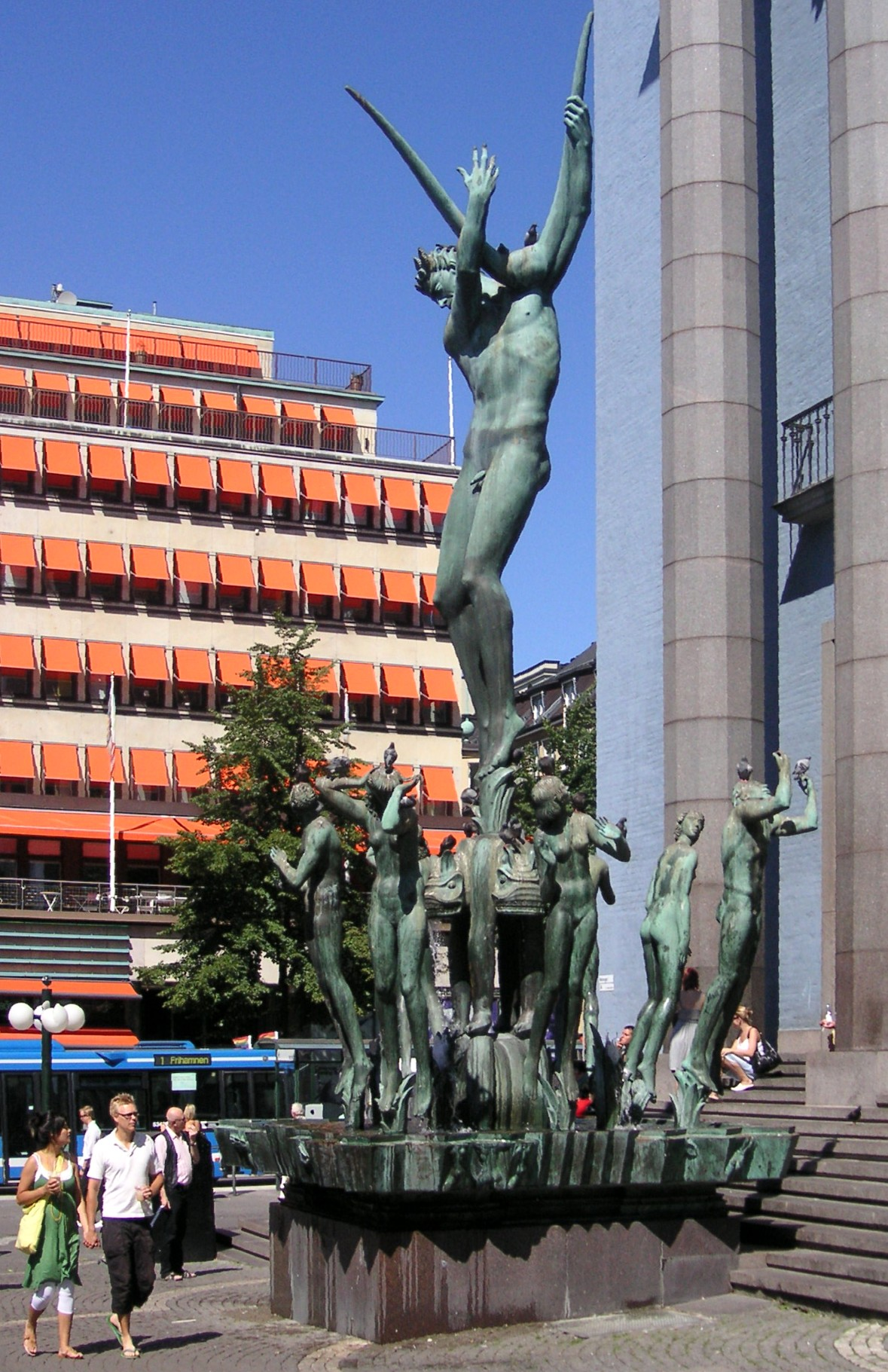
Orfeus, Estocolmo.

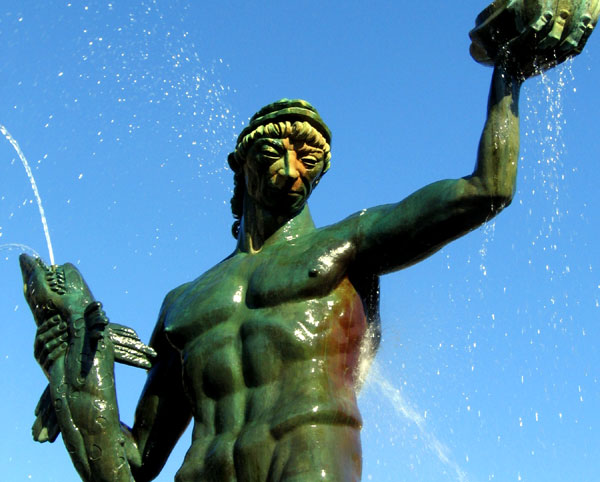
Milles autor del Poseidon en Gothenburg, Suecia.

Carl Milles, nacido Carl Wilhelm Emil Andersson (Lagg, 23 de junio de 1875-Lidingö, Estocolmo, 19 de septiembre de 1955), fue un escultor sueco.
Hijo del teniente Emilio Mille Andersson y Tisell Walborg, nacido en el condado de Upsala, murió Lidingö, Estocolmo. Casado en 1905 con Olga y hermano de Ruth Milles y del arquitecto Evert Milles.
Desde 1897-1904, estudió escultura en París, donde fue alumno de Auguste Rodin.
Vivió en Millesgården, una propiedad en el acantilado Herserud Lidingö en una isla aledaña a Estocolmo donde construyó su residencia-taller que convirtió en una fundación y que donó al pueblo de Suecia en 1936, está convertida hoy en museo. Carl Milles es el autor de la estatua de Poseidón en Gotemburgo, la estatua de Gustavo Vasa en el Museo Nórdico y del grupo de Orfeo en la entrada de la Sala de Conciertos de Estocolmo.

## Obras en museos
- Museo de Orsay:
  - Joven con gato, bronce
  - Mendicidad, bronce
- Obras en Estados Unidos:
  - WWJ Building, Albert Kahn architect, Detroit, Míchigan 1936
  - Vision of Peace (Indian God of Peace), Saint Paul City Hall and Ramsey County Courthouse, Holabird & Root architects, Saint Paul, Minnesota, 1936
  - Racine County Court House, Holabird & Root architects, Racine, Wisconsin 1931
  - Doors of Finance Building, Harrisburg, Pennsylvania, 1938
  - Meeting of the Waters, St. Louis, Missouri 1936 – 1940
  - On a Sunday Morning, Ann Arbor, Michigan 1941
  - Numerous works at Cranbrook Educational Community, Bloomfield Hills, Míchigan, including Mermaids & Tritons Fountain, 1930, Sven Hedin on a Camel, 1932, Jonah and the Whale Fountain, 1932, Orpheus Fountain, 1936.
  - Fountain of Faith, National Memorial Gardens, Falls Church, Virginia 1952
  - The Sunsinger, National Memorial Gardens, Falls Church, Virginia 1952
  - The Sunsinger, Robert Allerton Park, Monticello, Illinois 1929 (Modelado después de la original de 1926 en Estocolmo
  - Spirit of Transportation, Detroit Civic Center, Detroit, Míchigan 1952
  - Volker Memorial Fountain, Kansas City, Missouri 1955
  - Triton Blowing on a Shell, Mayo Clinic, Rochester, Minnesota
  - Pegasus and Man, Bryan St., Harwood St., Dallas, Texas